# 乔琳
乔琳（714年8月21日—784年7月28日），中国唐朝官员，唐德宗初年短暂为宰相。他后来效力叛军首领朱泚，唐军消灭朱泚政权后，他虽然年老，也被处决了。

## 家世和早期仕途
乔琳生于唐玄宗开元二年（714年），太原人氏。他少年孤贫，但好学，以文词闻名。天宝元年（742年），中进士，补成武尉，后授兴平尉。大将朔方节度使郭子仪辟他为掌书记，不久又拜监察御史。当时他健谈诙谐，常戏谑同僚。同院御史毕耀和他互相嘲讽，发展为频繁争吵，最终都弹劾对方有错。乔琳被贬为巴州员外司户。
乔琳后又被起用为南郭令，后又任山南西道节度使张献诚行军司马。张献诚任满后，乔琳成为剑南东川节度使鲜于叔明的判官，又改检校驾部郎中、果州、绵州、遂州三州刺史，兼御史中丞。在绵州刺史任上曾惊于僧人神清年轻俊秀，亲自降礼请求为他削发。作风宽简，不亲自做事。他曾经对录事参军任绍业说：“你能弹劾刺史吗？”任绍业一条条列出乔琳的过失给乔琳看，乔琳惊呼：“能知道我的过失，这是御史之材啊。”后又被召回朝中任大理少卿、国子祭酒，约大历十二年（777年）又出为怀州刺史。

## 唐德宗年间
大历十四年（779年），唐德宗登基，侍读国子博士张涉入翰林，迁散骑常侍，成为其一位有影响的顾问。乔琳和张涉交好，德宗要张涉推荐宰相人选时，尽管乔琳能力未显，张涉还是推荐乔琳有见识度量，可堪大用。八月，德宗相信张涉所荐，任乔琳为御史大夫、京畿观察使，授同中书门下平章事，为实质宰相，听闻此事的人都震惊了。乔琳衰老，听话困难，德宗咨询他，他几乎不能妥善对答，谋事也多疏漏，论事也不合时宜，只当了不到90天宰相，就在十一月被罢相改任工部尚书，由司空崔宁代为御史大夫和宰相，而另一宰相崔祐甫因患病不理政事，于是另一宰相杨炎因而得以专国政。德宗也因此疏远了张涉。建中元年（780年）十月，德宗以弟睦王李述为奉迎使，乔琳为副使，在全国范围内搜寻在安史之乱中失踪的母后沈太后。沈太后最终未能找到。
建中四年（783年）七月，乔琳与群臣与吐蕃宰相区颊赞等会盟于丰邑里坛所。
同年十月，在长安等候被德宗派遣东进讨伐叛乱军阀淮西节度使李希烈的泾原兵因未得德宗足够的赏赐，愤而兵变。德宗逃到奉天，乔琳也随驾，转吏部尚书，迁太子少师、太子太师。变军推将军太尉朱泚为首，朱泚不久自建秦政权，自称皇帝。但秦军不能在奉天俘虏德宗，唐、秦两军僵持。兴元元年（784年）二月，唐军大将太尉李怀光因德宗不见他而对德宗生怨，转而和朱泚结盟对抗德宗，德宗被迫远遁梁州。乔琳起初随驾，行至盩厔，称年老且没有马，尽管德宗素来因他是旧臣且年老而以礼相待，给他一匹御马，他还是拒绝随驾。德宗怅然，将手中的马鞭赐给他，说：“好自为之，和卿决别了。”数日后，乔琳剃发在仙游寺为僧。朱泚闻讯，派数十骑迎乔琳回京，任为吏部尚书。乔琳起初拒绝，但最终接受。朱泚派自己所任的中书侍郎、同平章事、判度支源休给乔琳穿朝服、吃肉，他也不拒绝。但他显然对此事感情复杂，他为朱泚挑选的官员之一抱怨自己得到的官位不稳妥，乔琳模棱两可地答道：“足下觉得这次选官能稳妥吗？”
同年，另一唐军大将鄜坊、京畿、渭北、商华副元帅李晟灭朱泚政权（已改国号汉），收复长安，迎归德宗。包括乔琳在内的一批汉人官员都被认为将处极刑。李晟因乔琳年老而怜悯，上表为他请求宽恕。德宗恨乔琳变节，拒绝了，下令斩之。七月七日（7月28日），乔琳和两位汉人官员伪宰相蒋镇和伪节度使兼宰相张光晟一同被李晟所诛。乔琳被杀前叹道：“我乔琳七月七日生，又在七月七日死。这不是我的命吗？”

## 作品
- 《太原进铁镜赋（以清光含众象为韵）》
- 《炙輠赋（以才美润身喻兹为韵）》
- 《鹡鸰赋（有序）》
- 《大傩赋（以命有司送寒气肃京室为韵）》
- 《慈竹赋》
- 《孤竹赋》
- 《巴州化成县新移文宣五庙颂（并序）》

## 评价
- 《旧唐书》史臣曰：乔琳巧辞真主，俯就伪官。[1]
- 洪迈《容斋随笔》卷九：安禄山、朱泚之变，陈希烈、张均、张垍、乔琳、李忠臣，皆以宰相世臣，为之丞弼。而甄济、权皋、刘海宾、段秀实，或以幕府小吏，或以废斥列卿，捐身立节，名震海内。人之贤不肖，相去何止天冠地履乎！

## 轶闻
《太平广记》卷第一百五十<定数>引《前定录》：乔琳天宝元年从太原出发去科举，在大梁住宿，天寒，暴雪，乔琳的马死了，仆从也散去。乔琳听说浚仪尉刘彦庄喜欢结交朋友，便前往求助。刘彦庄的朋友申屠生精通相术，他从不对刘彦庄的朋友宾客中的达官名流礼貌谦虚，对乔琳却非常亲热，刘彦庄感到很奇怪。乔琳出去时，刘彦庄对申屠生说：“我的宾客中，无论是有无才能的人，都未曾见过你同他们说一句话。乔琳只是个布衣平民，你为何对他异常客气？”申屠生笑着回答：“此人哪里是个平常的人呀！日后会成为你的上司。你应该好好地对待他，日后必能得到他的报答。我同他结交，也完全是为了你。可惜观察他的面相，有反叛的征兆。如做高官，不会超过百日，并且过了七十岁，必然死于非命。你记住我今天说过的话。”刘彦庄于是款待乔琳数日，并赠送车马，使其安全到达长安。申屠生也辞别刘彦庄，说自己得到刘彦庄的恩惠已经报答，从此不知其去向。大历中期，乔琳被任命为怀州刺史，刘彦庄正在怀州所辖的修武任县令，因断案误判致人屈死被家属上诉，乔琳到任，使其免罪。乔琳拜相只有八十七天，就因病辞官，后因追随朱泚而伏诛，死时七十一岁（正史只记载乔琳卒年七十余岁）。
《太平广记》卷第二百五十五<嘲诮三>引《大唐新语》：朱泚作乱时，源休对朱泚任为黄门侍郎的蒋链态度谦恭地说：“若衡量才能，那么我就是萧何，姚令言就是曹参。”有识者听说后，都知道他不满自己的官职。乔琳喜好戏谑，于是对旧僚们说：“源公简直可以说是用火来逼迫酂侯（即萧何）了！”

## 子
- 乔彝